# Uva-ursi cinerea
Uva-ursi cinerea là một loài thực vật có hoa trong họ Thạch nam. Loài này được (Howell) A. Heller miêu tả khoa học đầu tiên năm 1913.